# Hey! 皮克敏
《Hey! 皮克敏》是Arzest开发、任天堂发行的动作游戏，对应任天堂3DS平台，2017年发行。游戏是皮克敏系列衍生作品，为系列第四款游戏暨首款掌上游戏机游戏。
游戏的Metacritic汇总得分为69/100，属于“两极或中庸”评价。